# Szent Mihály és Gábriel arkangyalok fatemplom (Körössebes)
A körössebesi Szent Mihály és Gábriel arkangyalok fatemplom műemlékké nyilvánított épület Romániában, Bihar megyében. A romániai műemlékek jegyzékében a  BH-II-m-A-01205 sorszámon szerepel.